# Крымскотатарский язык
Крымскотата́рский (крымско-татарский) язы́к (qırımtatar tili, къырымтатар тили, قریم تاتار تیلی), реже крымтата́рский язык, кры́мский язык (qırım tili, къырым тили, قریم تیلی) — язык крымских татар, относящийся к кыпчакской группе половецко-кыпчакской подгруппе тюркских языков. Его письменность существует на основе латинского алфавита и кириллицы. Является одним из государственных языков Республики Крым и языком, обладающим рядом официальных функций в Автономной Республике Крым.
В настоящее время крымскотатарский язык внесён ЮНЕСКО в число языков, находящихся под серьёзной угрозой.

## Классификация
Традиционно крымскотатарский язык принято относить к кыпчакско-половецкой подгруппе кыпчакских языков, в которую также входят карачаево-балкарский, кумыкский и караимский языки. Тем не менее три крымскотатарских диалекта имеют разнородное происхождение: южнобережный диалект относится к огузской группе, степной диалект — к кыпчакско-ногайской подгруппе, а основа литературного языка — средний диалект — представляет собой относящийся к кыпчакско-половецкой подгруппе идиом, подвергшийся сильному огузскому влиянию. Таким образом, отнесение крымскотатарского языка к кыпчакско-половецкой подгруппе справедливо лишь применительно к литературному языку.
Главные огузские черты в литературном крымскотатарском — обилие фонетически огузских форм: olmaq (кыпч. bolmaq) «быть», biñ (кыпч. miñ) «тысяча», demir (кыпч. temir) «железо», dağ (кыпч. tav) «гора», ağız (кыпч. avuz) «рот», doquz (кыпч. toğuz) «девять», adamca (кыпч. adamça) «по-человечески», а также пласт огузской лексики: kemik (кыпч. süyek) «кость», yağ (кыпч. may) «жир», ağla- (кыпч. cıla-) «плакать», baq- (кыпч. qara-) «смотреть», yap- (кыпч. et-, yasa-) «делать».
В грамматике огузское влияние почти отсутствует; к одной из немногих огузских черт можно отнести активное использование отглагольных существительных на -ma/-me параллельно с кыпчакскими формами на -uv/-üv.
Входящий в поволжско-кыпчакскую подгруппу татарский язык не является ближайшим родственником крымскотатарского. При достаточно близкой грамматике эти языки почти не взаимопонимаемы на слух — в первую очередь, из-за фонетических (так называемый поволжский перебой гласных) и, в меньшей мере, лексических различий.
Некоторые фонетические черты имеют параллели в диалектах татарского и крымскотатарского языков. К примеру, звук ç/ч в мишарском диалекте татарского произносится как аффриката, как в среднем и южнобережном диалектах крымскотатарского, а в казанском диалекте ç — щелевой, как в степном диалекте крымскотатарского. Отсутствие огубления а в начале слова сближает мишарский диалект с крымскотатарским языком, однако наличие огубленного варианта в казанском диалекте отдаляет татарский язык от крымскотатарского. Схожесть и различие крымскотатарского и татарского языков рассматривается отдельно по каждому диалекту как крымскотатарского, так и татарского языков.
Примеры слов:
| Русский          | Крымскотатарский          | Татарский   | Карачаево-балкарский | Турецкий          | Чувашский  | Казахский |
| ---------------- | ------------------------- | ----------- | -------------------- | ----------------- | ---------- | --------- |
| отец             | baba / баба               | ата         | ата                  | baba              | атте       | әке       |
| мать             | ana / ана                 | ана         | ана                  | anne              | анне       | ана       |
| сын              | oğul / огъул              | ул          | джаш, улан           | oğul              | ывăл       | ұл        |
| дочь             | qız / къыз                | кыз         | къыз                 | kız (çocuk)       | хĕр        | қыз       |
| брат (старший)   | ağa / агъа                | абый        | тамада къарнаш       | ağabey            | пичче      | аға       |
| сестра (старшая) | tata, apte / тата, абла   | апа         | тамада эгеч          | abla              | аппа       | әпке      |
| голова           | baş / баш                 | баш         | баш                  | baş, kafa         | пуç        | бас       |
| рука (кисть)     | qol / къол                | кул         | къол                 | kol, el           | алă        | қол       |
| нога             | ayaq / аякъ               | аяк         | аякъ                 | bacak, ayak       | ура        | аяқ       |
| небо             | kök / кок                 | күк         | кёк                  | gök               | тÿпе       | аспан     |
| земля            | topraq, yer / топракъ, ер | җир, туфрак | топракъ, джер        | toprak, kara, yer | тăпра, çĕр | жер       |
| огонь            | ateş / атеш               | ут          | от                   | ateş, alev, ot    | вут        | от        |
| вода             | suv / сув                 | су          | суу                  | su                | шыв        | су        |

## Лингвогеография

### Ареал и численность
Общая численность говорящих на крымскотатарском языке на территории бывшего СССР составляет приблизительно 350 тыс. чел., из них около 300 тыс. в Крыму. В Болгарии и Румынии — около 25 тыс. носителей языка.

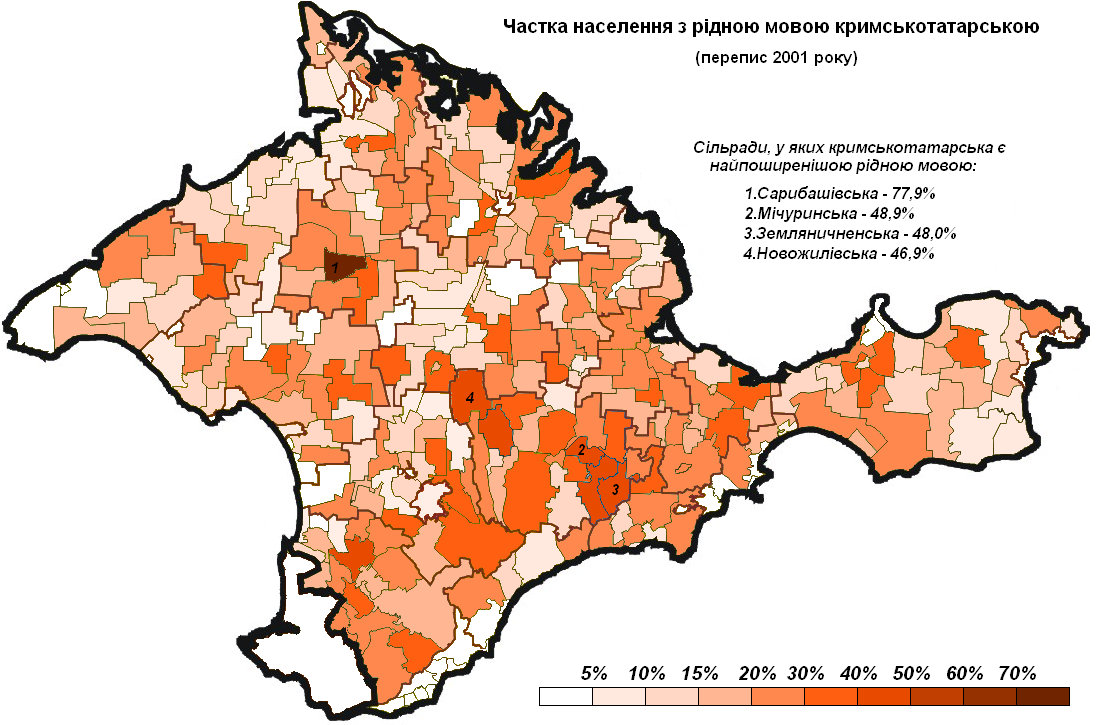
Доля жителей Крыма, назвавших крымскотатарский язык родным по данным всеукраинской переписи населения 2001 года, по сельсоветам и городам

### Официальный статус
РСФСР:
- В Крымской АССР (крымскотат. Qrьm Avtonomjalь Sovet Sotsialist Respublikasь) в 1921—1945 гг. крымскотатарский язык был, наравне с русским, государственным языком, на котором в обязательном порядке публиковались законы и велось судопроизводство в центральных судебных органах. Этот статус крымскотатарского языка и его использование в государственной символике (гербе и флаге) был зафиксирован в Конституции Крымской АССР 1937 г. В результате депортации крымских татар в 1944 г. автономия Крыма была упразднена и была восстановлена только в 1991 году.

 Украина:
- Согласно пункту 1 Постановления Верховной Рады Украины «Про Заявление Верховной Рады Украины касательно гарантий прав крымскотатарского народа в составе Украинского Государства» от 20 марта 2014 года — «Украина гарантирует сохранение и развитие этнической, культурной, языковой и религиозной самобытности крымскотатарского народа как коренного народа и всех национальных меньшинств Украины»[20].
- Крымскотатарский, согласно подпункту 1.3 пункта I Регламента Курултая крымскотатарского народа, является официальным языком Курултая крымскотатарского народа[21], который, согласно пункту 3 Постановления Верховной Рады Украины «Про Заявление Верховной Рады Украины касательно гарантий прав крымскотатарского народа в составе Украинского Государства» от 20 марта 2014 года, признаётся Украиной высшим представительским органом крымскотатарского народа[20].
- В ряде административных единиц Украины крымскотатарский язык имеет законодательно закреплённый статус:
  -  В Автономной Республике Крым[1]:
    - Конституция Автономной Республики Крым, нормативно-правовые акты Верховной Рады Автономной Республики Крым публикуются на государственном языке, а также на русском и крымскотатарском языках (Конституция Автономной Республики Крым ст. 4, п. 2)[22].
    - В Автономной Республике Крым наряду с государственным языком обеспечивается функционирование и развитие, использование и защита русского, крымскотатарского, а также языков других национальностей (Конституция Автономной Республики Крым ст. 10, п.1)[22].
    - В соответствии с законодательством Украины в Автономной Республике Крым официальные документы, удостоверяющие статус гражданина, — паспорт, трудовая книжка, документы об образовании, свидетельство о рождении, о браке и другие, — выполняются на украинском и русском языках, а по ходатайству гражданина — и на крымскотатарском языке (Конституция Автономной Республики Крым ст. 11)[22].
    - Ведению Автономной Республики Крым подлежит, с учётом особенностей Автономной Республики Крым, определённых Конституцией Украины, и в соответствии с Конституцией Автономной Республики Крым подготовка, утверждение и реализация программ и решение вопросов обеспечения функционирования и развития украинского как государственного, русского, крымскотатарского и других национальных языков, организации и развития образования, науки и культуры, охраны и использования памятников истории и культуры, организации и осуществления деятельности по обеспечению безопасных и здоровых условий жизни населения, организации и развития здравоохранения, физической культуры и спорта (Конституция Автономной Республики Крым ст. 18, п. 1, подпункт 17)[22].
    - В пределах компетенции Верховной Рады Автономной Республики Крым решение вопросов по обеспечению функционирования и развития государственного, русского, крымскотатарского и других национальных языков и культур в Автономной Республике Крым, охране и использованию памятников истории и культуры, определению языка работы и делопроизводства республиканских органов (Конституция Автономной Республики Крым ст. 26, п. 2, подпункт 17)[22].

  - В посёлке городского типа Новоалексеевка Генического района Херсонской области, согласно Закону Украины «Об основах государственной языковой политики» и решению сельского совета Новоалексеевки от 19 апреля 2013 года, крымскотатарский являлся региональным языком[23]. 28 февраля 2018 года утратил статус регионального в связи с признанием данного закона неконституционным[24].

 Россия
- В Республике Крым[1], согласно пункту 1 статьи 10 Конституции Республики Крым — Государственными языками Республики Крым являются русский, украинский и крымскотатарский языки[25]. Согласно пункту 6 статьи 3 Федерального закона «О языках народов Российской Федерации» алфавиты государственного языка Российской Федерации и государственных языков республик строятся на графической основе кириллицы[26].

### Диалекты
см. Степной диалект крымскотатарского языка, Средний диалект крымскотатарского языка, Южнобережный диалект крымскотатарского языка
Каждая из трёх субэтнических групп крымских татар (выходцы из средней полосы Крыма, степняки и южнобережцы) имеет свой диалект:
- Южнобережный (южный, ялыбойский) диалект относится к огузским языкам и очень близок к турецкому. Особенностью этого диалекта является значительное число греческих и некоторое количество итальянских заимствований.
- Степной (северный, ногайский) диалект, на котором говорят степняки, относится к кыпчакским языкам и родственен ногайскому и другим кыпчакско-ногайским языкам. На степном диалекте говорят крымские татары Румынии и Болгарии, а также подавляющее большинство крымских татар Турции. Некоторые носители северного диалекта крымскотатарского языка (в основном в Добрудже и Турции) называют свой язык Tatarşa или Tatar tĭlĭ (Tatar tili)[27].
- Наиболее распространённый, средний диалект (орта-ёлакский, татский), на котором говорят выходцы из горных и предгорных районов Крыма, также относится к кыпчакским (половецким) языкам, однако испытал сильное влияние сопредельных огузских диалектов. Именно на основе этого диалекта создан современный литературный крымскотатарский язык. Несмотря на существенную огузированность, средний диалект считается прямым продолжением половецкого языка[28], на котором говорили в Крыму в XIV веке (язык письменного памятника «Codex Cumanicus»).

### Этнолекты
Некоторые учёные рассматривают тюркские языки, сложившиеся на территории Крымского ханства у других этносов полуострова, как этнолекты крымскотатарского. Это крымский диалект караимского языка, крымчакский и урумский языки, а также армяно-кыпчакский язык. Крымский вариант караимского языка и крымчакский язык отличаются от литературного крымскотатарского лишь некоторыми особенностями произношения и наличием гебраизмов. Отличия урумского языка (который сам состоит из нескольких диалектов) от крымскотатарского заметно сильнее. В первую очередь это большое число заимствований из греческого языка и наличие отсутствующих в крымскотатарском специфических звуков. Вместе с тем урумский язык почти идентичен южнобережному диалекту крымскотатарского языка, также богатому эллинизмами. По другой научной гипотезе, которую поддерживают сами караимы, крымчаки и урумы, эти языки самостоятельны, хотя и близкородственны.
Крымскотатарские диалекты распространены также в Болгарии и Румынии (определяются как балканские крымскотатарские), причём сохранено различие между ногайским, половецким и огузским диалектами.

## История

### Формирование и ранняя история
Три крымскотатарских диалекта сформировались в основном в период Средневековья на основе кыпчакских и огузских говоров тюркоязычного населения Крыма. Сильные различия между диалектами объясняются тем, что процесс этногенеза крымских татар очень сложен и в нём принимало участие много как тюркских, так и нетюркских народов. Во времена Крымского ханства литературным языком крымских татар была сначала унаследованная от Золотой Орды разновидность языка тюрки́, а затем османский язык.
В это время становления языка крымских татар (жителей Крымского ханства) одним из значимых переводчиков на русский стал Аблез-бакши, служащий московского Посольского приказа (с 1489 года). При нём записи в крымских и других посольских книгах стали более подробными и полными.

### Просветители
Современная история крымскотатарского языка началась в конце XIX века с деятельности выдающегося просветителя Исмаила Гаспринского (1851—1914). Он способствовал возрождению крымскотатарской культуры после векового периода упадка, последовавшего за вхождением Крыма в состав Российской империи. Гаспринский фактически создал первый крымскотатарский литературный язык. Этот язык, в отличие от современного, базировался на южнобережном, огузском диалекте.

### Советский период до депортации
В 1928 году прошедшая в Крыму лингвистическая конференция приняла решение о создании нового литературного языка на основе среднего диалекта, так как именно этот диалект имеет больше всего носителей и является в равной степени понятным для носителей двух других. Именно этот, второй литературный язык, начало кодификации которого было положено в 1920-е годы, и используется в общих чертах и по сей день.

### После депортации
Начиная с 1950-х гг. на территории Узбекистана, куда были депортированы крымские татары, начинают выходить крымскотатарские периодические издания, существуют театры и музыкальные ансамбли. В то же время существует самиздатовская литература на крымскотатарском языке, в частности большой массив воспоминаний о войне и переселении. Также выходит литература в эмиграции (в основном в Турции).
С 1990-х гг. крымскотатарские издания вновь возникают в Крыму, а позднее основан телевизионный канал ATR, ведущий часть передач на крымскотатарском языке. Был снят ряд фильмов на крымскотатарском языке, снабжённых субтитрами.
В июне 2024 года крымскотатарский язык стал поддерживаться Гугл переводчиком

## Письменность
В настоящее время крымскотатарская письменность функционирует на двух алфавитах — кириллице и латинице. В её истории выделяются 4 этапа.
- до 1929 года — письменность на арабской графической основе;
- 1929—1938 годы — письменность на латинской основе (яналиф);
- 1938—1992 годы — письменность на основе кириллицы;
- с 1992 — параллельное использование кириллицы и латиницы

В ходе кампании по кириллизации письменностей народов СССР в 1939 г. было объявлено, что «латинизированный алфавит перестал удовлетворять потребности языков, поскольку он не обеспечивал условий сближения с культурой великого русского народа», и крымскотатарский язык был переведён на кириллицу (кроме периода немецкой оккупации).
С 1990-х годов осуществляется постепенный переход на латинизированный алфавит, утверждённый постановлением Верховного Совета Крыма в 1997 году. Этот алфавит отличен от использовавшегося в 1930-е годы яналифа заменой «нестандартных», отсутствующих в стандартной латинице, букв яналифа соответствующими символами латиницы с диакритикой и в этом отношении схож с турецким и туркменским алфавитами. В настоящий момент используются как кириллический, так и латинский алфавиты. В России для государственного крымскотатарского языка официально используется кириллица, поскольку для использования латиницы необходимо принятие специального федерального закона.

### Современные алфавиты

#### Латиница (с 1992)
| A a | B b | C c | Ç ç | D d | E e | F f | G g |
| Ğ ğ | H h | I ı | İ i | J j | K k | L l | M m |
| N n | Ñ ñ | O o | Ö ö | P p | Q q | R r | S s |
| Ş ş | T t | U u | Ü ü | V v | Y y | Z z |     |

(1) Знак Â â, используемый как показатель смягчения предшествующего согласного, не является отдельной буквой.
| буква    | а   | b   | c   | ç   | d   | e   | f   | g   | ğ   | h   | ı   | i        | j   | k   | l   | m   | n   | ñ   | o   | ö   | p   | q   | r   | s   | ş   | t   | u   | ü   | v        | y   | z   | â          |
| название | a   | be  | ce  | çe  | de  | e   | fe  | ge  | ğı  | he  | ı   | i        | je  | ke  | le  | me  | ne  | ñe  | o   | ö   | pe  | qı  | re  | se  | şe  | te  | u   | ü   | ve       | ye  | ze  | qalpaqlı a |
| МФА      | [a] | [b] | [ʤ] | [ʧ] | [d] | [ɛ] | [f] | [g] | [ʁ] | [x] | [ɯ] | [i], [ɪ] | [ʐ] | [k] | [l] | [m] | [n] | [ŋ] | [o] | [ø] | [p] | [q] | [r] | [s] | [ʃ] | [t] | [u] | [y] | [v], [w] | [j] | [z] | [ʲa]       |

Орфография крымскотатарского языка на латинице почти строго фонематическая, то есть каждая фонема передаётся на письме одной буквой, и наоборот — каждая буква обозначает ровно одну фонему. Исключения составляют лишь написания некоторых отдельных слов, а также передача фонем /v/ и /w/ на письме одной буквой v.

#### Кириллица (с 1938)
| А а | Б б   | В в | Г г | Гъ гъ | Д д   | Е е | Ё ё |
| Ж ж | З з   | И и | Й й | К к   | Къ къ | Л л | М м |
| Н н | Нъ нъ | О о | П п | Р р   | С с   | Т т | У у |
| Ф ф | Х х   | Ц ц | Ч ч | Дж дж | Ш ш   | Щ щ | Ъ ъ |
| Ы ы | Ь ь   | Э э | Ю ю | Я я   |       |     |     |

(1) Буквы гъ, къ, нъ и дж являются отдельными буквами (это важно при сортировке слов в алфавитном порядке, например, в словарях).
(2) Взаимооднозначного соответствия между буквами кириллического и латинского алфавитов не существует.
| буква    | а   | б   | в        | г   | гъ  | д   | е         | ё                     | ж   | з   | и        | й   | к   | къ  | л        | м   | н   | нъ  | о        | п   | р   | с   | т   | у        | ф   | х   | ц    | ч   | дж  | ш   | щ   | ъ                  | ы   | ь                   | э   | ю                     | я          |
| название | а   | бэ  | вэ       | гэ  | гъы | дэ  | е         | ё                     | жэ  | зэ  | и        | й   | ка  | къы | эль      | эм  | эн  | энъ | о        | пэ  | эр  | эс  | тэ  | у        | эф  | ха  | цэ   | че  | дже | ша  | ща  | къаттылыкъ ишарети | ы   | йымшакълыкъ ишарети | э   | ю                     | я          |
| МФА      | [a] | [b] | [v], [w] | [g] | [ʁ] | [d] | [ɛ], [jɛ] | [ø], [jo], [jø], [ʲo] | [ʐ] | [z] | [i], [ɪ] | [j] | [k] | [q] | [l], [ɫ] | [m] | [n] | [ŋ] | [o], [ø] | [p] | [r] | [s] | [t] | [u], [y] | [f] | [x] | [ts] | [ʧ] | [ʤ] | [ʃ] | [ɕ] | -                  | [ɯ] | [ʲ]                 | [ɛ] | [y], [ju], [jy], [ʲu] | [ʲa], [ja] |

Кириллическая орфография крымскотатарского языка не является фонематической из-за широкого использования букв е, ё, ю, я. Одна буква может передавать разные фонемы (юкъу — [juqu], юзюм — [jyzym], тюп — [typ]), а одна фонема передаваться по-разному на письме ([jigit] — йигит, [jemiʃ] — емиш, [jаpmaq] — япмакъ). Иногда граница морфем оказывается «скрыта» внутри одной буквы. Например, при присоединении к корню той (свадьба) аффикса -у (аффикс принадлежности 3 лица ед. ч.) получается слово тою (его свадьба), в котором передающая сразу два звука буква ю частично относится к корню слова, а частично — к аффиксу.

## Лингвистическая характеристика

### Фонетика[14][38]

#### Гласные
В крымскотатарском языке представлены восемь гласных фонем двух рядов и трёх подъёмов. В приведённой ниже таблице для каждой фонемы на следующей строке указано её обозначение на письме в латинице и кириллице.
| Подъём  | Ряд             | Ряд               | Ряд             | Ряд               |
| Подъём  | Передний        | Передний          | Задний          | Задний            |
| Подъём  | лабиализованные | нелабиализованные | лабиализованные | нелабиализованные |
| ------- | --------------- | ----------------- | --------------- | ----------------- |
| Верхний | /y/ ⟨ü⟩ ⟨ю~у⟩   | /i/ ⟨i⟩ ⟨и⟩       | /u/ ⟨u⟩ ⟨у⟩     | /ɯ/ ⟨ı⟩ ⟨ы⟩       |
| Средний | /ø/ ⟨ö⟩ ⟨ё~о⟩   | /e/ ⟨e⟩ ⟨е~э⟩     | -               | -                 |
| Нижний  | -               | -                 | /o/ ⟨o⟩ ⟨о⟩     | /a/ ⟨a⟩ ⟨а⟩       |

Гласные заднего ряда
- Фонема /a/. Передаёт неогублённый гласный переднего ряда нижнего подъёма. Встречается в любых слогах (qasap / къасап «мясник», araba / араба «арба, телега»). Длительность зависит от консонантного окружения.

На письме передаётся буквой «a».
- Фонема /o/. Передаёт огублённый гласный заднего ряда средне-верхнего подъёма. В собственной лексике крымскотатарского фонема /o/ встречается только в первом слоге (oba / оба «холм, груда», boya / боя «краска»). В заимствованной лексике /o/ может встречаться и в других слогах: orospı / ороспы «проститутка» (из персидского), prokuror / прокурор (из европейских через русский). В безударном положении, в отличие от русского, не редуцируется.

На письме передаётся буквой «o».
- Фонема /ɯ/. Передаёт неогублённый гласный заднего ряда верхнего подъёма. Встречается в любых слогах (qırımlı / къырымлы «крымский татарин, крымчанин»). Произносится кратко, в быстрой речи может редуцироваться вплоть до почти полного выпадения, например, qısqa / къыскъа — [qsqa], alıñız / алынъыз — [alŋɯz] ~ [alŋz].

Фонема /ɯ/ передаётся на письме в крымскотатарской латинице буквой «ı», в кириллице — «ы».
- Фонема /u/. Передаёт огублённый гласный заднего ряда верхнего подъёма. В современном литературном крымскотатарском языке этот гласный, как правило, встречается в первом и втором слогах. Исключение составляют некоторые аффиксы (например, аффикс отглагольного существительного -uv: añlatuv / анълатув «объяснение») и заимствования (institut / институт, magistratura / магистратура).
  - Обычно произносится кратко, в быстрой речи может редуцироваться вплоть до почти полного выпадения: oluñız / олунъыз — [olŋɯz] ~ [olŋz].
  - В заимствованиях обычно произносится без редукции: institut / институт «институт» (из европейских через русский), ğurur / гъурур «гордость» (из арабского).
  - Перед согласным /v/ произносится долго: suv / сув «вода», añlatuv / анълатув «объяснение».

Фонема /u/ передаётся на письме в крымскотатарской латинице буквой «u», в кириллице — «у».
Гласные переднего ряда
- Фонема /e/. Передаёт неогублённый гласный переднего ряда средне-верхнего подъёма. Встречается в любых слогах: er / эр «каждый, всякий», ebet / эбет «да, конечно», ketmek / кетмек «уходить, уезжать».

Фонема /е/ передаётся на письме в крымскотатарской латинице буквой «e», в кириллице — в начале слова и после гласных передаётся буквой «э», остальных случаях — буквой «е».
- Фонема /ø/. Встречается только в первом слоге. Имеет два аллофона:
  - в начале слова и в первом слоге после согласных b/б, c/дж, g/г, k/к, m/м, p/п, ş/ш произносится как [ɵ] (огублённый гласный среднего ряда средне-верхнего подъёма): öz / озь — [ɵz] «сам», böyle / бойле — [bɵjle] «так», köz / козь — [kɵz] «глаз», göl / голь — [gɵl] «озеро»;
  - в остальных случаях произносится как [ø] (огублённый гласный переднего ряда средне-верхнего подъёма): tögerek / тёгерек — [tøgerek] «круглый», dört / дёрт — [dørt] «четыре».

Фонема /ø/ передаётся на письме в крымскотатарской латинице буквой «ö», в кириллице — среднерядный аллофон передаётся буквой «о», переднерядный аллофон — буквой «ё».
- Фонема /i/. Встречается в любых слогах. Имеет два аллофона:
  - В подавляющем большинстве случаев произносится как [ɪ] (ненапряжённый неогублённый гласный переднего ряда верхнего подъёма): iş / иш — [ɪʃ] «работа», til / тиль — [tɪl] «язык», bir / бир — [bɪr] «один», kişi / киши — [kɪʃɪ] «человек». Этот аллофон произносится кратко, в быстрой речи может редуцироваться вплоть до почти полного выпадения, например bir / бир — [br], kişi / киши — [kʃɪ].
  - Второй аллофон — [i] (неогублённый гласный переднего ряда верхнего подъёма) встречается намного реже: перед согласным y/й: çiy / чий — [ʧij] «сырой», siyrek / сийрек — [sijrek] «редкий, редко», а также в корнях некоторых слов, преимущественно заимствований из арабского и русского языков: emin / эмин — [emin] «уверенный».

Во втором слоге заимствованных из арабского слов при присоединении аффикса принадлежности начинающегося с гласного — элизия /i/: isim / исим «имя», ismi / исми «его имя».
Фонема /i/ передаётся на письме в крымскотатарской латинице буквой «i», в кириллице — «и».
- Фонема /y/. В современном литературном крымскотатарском языке этот гласный, как правило, встречается в первом и втором слогах. Исключением является его употребление в составе некоторых аффиксов (например, аффикс отглагольного существительного -üv: körüşüv / корюшюв «встреча»). Имеет два аллофона:
  - в начале слова и в первом слоге после согласных b/б, c/дж, g/г, k/к, m/м, p/п, ş/ш произносится как [ʉ] (огублённый гласный среднего ряда верхнего подъёма): üç / учь — [ʉʧ] «три», bütün / бутюн — [bʉtyn] «целый», mümkün / мумкюн — [mʉmkyn] «можно», külçe / кульче — [kʉlʧe] «руда», gül / гуль — [gʉl] «роза»;
  - в остальных случаях произносится как [y] (огублённый гласный переднего ряда верхнего подъёма): süt / сют — [syt] «молоко», türkü / тюркю — [tyrky] «песня», yüzüm / юзюм — [jyzym] «виноград».

Обычно произносится кратко, в быстрой речи может редуцироваться вплоть до почти полного выпадения: bütün / бутюн — [ptyn] «целый», türlü / тюрлю — [trly] «различный», за исключением позиции перед /v/, в которой произносится долго: körüşüv / корюшюв «встреча».
Фонема /y/ передаётся на письме в крымскотатарской латинице буквой «ü», в кириллице — среднерядный аллофон передаётся буквой «у», переднерядный аллофон — буквой «ю».
Долгие гласные в крымскотатарском языке представлены вторичными долготами, возникшими при стяжении одинаковых гласных в один долгий звук при выпадении согласного — как в заимствованных из персидского и арабского языков словах, так и, иногда, в разговорной речи; долгие гласные орфографически передаются двухбуквенными сочетаниями.
Как и подавляющему большинству других тюркских языков, крымскотатарскому языку свойственна гармония гласных, или сингармонизм.
Нёбная гармония гласных (уподобление гласных в основе слова и в присоединяемых к ней аффиксах по признаку ряда) проявляется последовательно: слово может содержать либо только гласные переднего ряда: ev-ler-imiz-niñ «наших домов», либо только гласные заднего ряда: bala-lar-ımız-nıñ «наших детей». Исключение составляют только корни заимствованных слов (kitap — «книга» (из арабского), tehnika «техника» (из европейских через русский)) и аффиксы -nen, -day и -ğace/-qace, не имеющие парных вариантов с гласными другого ряда.
Губная гармония гласных в степном диалекте отсутствует полностью (colcılığınıñ, collarğa), в южнобережном диалекте распространяется только на гласные верхнего подъёма (yolculuğunuñ, yollara), а в среднем диалекте — распространяется только на гласные верхнего подъёма и, в зависимости от говора, обычно действует только на второй, иногда на третий слог слова (yolculığınıñ, yollarğa). В литературном крымскотатарском языке губная гармония гласных верхнего подъёма ограниченно распространяется только на второй слог слова. В 3-м, 4-м и более далёких от начала слова слогах огублённые гласные не встречаются (за исключением аффиксов -uv/-üv и заимствований): yolculığınıñ «его поездки», tütüncilik «табаководство», doğrulığımız «наша правота». Во втором слоге огублённые гласные встречаются в корнях слов и большинстве аффиксов (doğru «правильно», türkü «песня», közü «его глаз», yolcu «пассажир», «путник», qurulmaq «строиться», köylü «селянин»), однако ряд часто используемых аффиксов не имеют губных вариантов, в частности аффиксы падежей, сказуемости и деепричастия (onıñ «его», buvnı «пар», dostmız «мы друзья», türktir «он турок», qurıp «строя»).

#### Согласные
В крымскотатарском литературном языке насчитывается 25 согласных фонем, одна которых (/ts/) вошла в состав консонантной системы языка недавно, в составе лексики, заимствованной из русского или через русский язык. В приведённой ниже таблице для каждой фонемы на следующей строке указано её обозначение на письме в латинице и кириллице. В круглых скобках приведены звуки, не являющиеся самостоятельными фонемами, а являющиеся позиционным аллофонами других фонем.
| по способу образования | по способу образования | по глухости / звонкости | по месту образования | по месту образования | по месту образования | по месту образования | по месту образования | по месту образования | по месту образования | по месту образования |
| по способу образования | по способу образования | по глухости / звонкости | губно- губные        | губно- зубные        | передне- язычные     | постальвео- -лярные  | ретро- -флексные     | палатальные          | велярные             | увулярные            |
| ---------------------- | ---------------------- | ----------------------- | -------------------- | -------------------- | -------------------- | -------------------- | -------------------- | -------------------- | -------------------- | -------------------- |
| Шумные                 | смычные                | глухие                  | /p/ ⟨p⟩ ⟨п⟩          | -                    | /t/ ⟨t⟩ ⟨т⟩          | -                    | -                    | -                    | /k/ ⟨k⟩ ⟨к⟩          | /q/ ⟨q⟩ ⟨къ⟩         |
| Шумные                 | смычные                | звонкие                 | /b/ ⟨b⟩ ⟨б⟩          | -                    | /d/ ⟨d⟩ ⟨д⟩          | -                    | -                    | -                    | /g/ ⟨g⟩ ⟨г⟩          | (ɢ) ⟨ğ⟩ ⟨гъ⟩         |
| Шумные                 | щелевые                | глухие                  | -                    | /f/ ⟨f⟩ ⟨ф⟩          | /s/ ⟨s⟩ ⟨с⟩          | /ʃ/ ⟨ş⟩ ⟨ш⟩          | (ʂ) ⟨ş⟩ ⟨ш⟩          | -                    | -                    | /χ/ ⟨h⟩ ⟨х⟩          |
| Шумные                 | щелевые                | звонкие                 | -                    | /v/ ⟨v⟩ ⟨в⟩          | /z/ ⟨z⟩ ⟨з⟩          | -                    | /ʐ/ ⟨j⟩ ⟨ж⟩          | -                    | -                    | /ʁ/ ⟨ğ⟩ ⟨гъ⟩         |
| Шумные                 | аффрикаты              | глухие                  | -                    | -                    | /ts/ ⟨ts⟩ ⟨ц⟩        | /tʃ/ ⟨ç⟩ ⟨ч⟩         | (tʂ) ⟨ç⟩ ⟨ч⟩         | -                    | -                    | -                    |
| Шумные                 | аффрикаты              | звонкие                 | -                    | -                    | -                    | /dʒ/ ⟨c⟩ ⟨дж⟩        | (dʐ) ⟨c⟩ ⟨дж⟩        | -                    | -                    | -                    |
| Сонорные               | смычные (носовые)      | смычные (носовые)       | /m/ ⟨m⟩ ⟨м⟩          | -                    | /n/ ⟨n⟩ ⟨н⟩          | -                    | -                    | (ɲ) ⟨n⟩ ⟨н~нь⟩       | /ŋ/ ⟨ñ⟩ ⟨нъ⟩         | -                    |
| Сонорные               | щелевые (боковые)      | щелевые (боковые)       | -                    | -                    | /l/ ⟨l⟩ ⟨л⟩          | -                    | -                    | (lʲ) ⟨l⟩ ⟨л~ль⟩      | -                    | -                    |
| Сонорные               | дрожащие               | дрожащие                | -                    | -                    | /r/ ⟨r⟩ ⟨р⟩          | -                    | -                    | (rʲ) ⟨r⟩ ⟨р~рь⟩      | -                    | -                    |
| Сонорные               | аппроксиманты          | аппроксиманты           | /w/ ⟨v⟩ ⟨в⟩          | -                    | -                    | -                    | -                    | /j/ ⟨y⟩ ⟨й⟩          | -                    | -                    |

Фонемы, обозначаемые буквами c, ç, l, n, ş, имеют позиционные варианты. В соседстве с гласными заднего ряда (a, ı, o, u) они произносятся более твёрдо: [dʐ], [tʂ], [l], [n], [ʂ], в соседстве с гласными переднего ряда (e, i, ö, ü) — более мягко: [ʤ], [ʧ], [lʲ], [ɲ], [ʃ].

### Морфология
Крымскотатарский язык агглютинативный. Основной способ аффиксации — суффиксация. Например, слово evlerimizdendirlermi (из наших домов ли) содержит 7 морфем: ev-ler-imiz-den-dir-ler-mi. При этом корнем является морфема ev «дом», а все остальные морфемы — аффиксы: -ler- — аффикс множественного числа, -imiz- указывает на принадлежность к местоимению biz — мы, -den- — показатель исходного падежа, -dir- — аналогичен глаголу-связке есть, -ler- — показатель множественного числа аффикса -dir-, аффикс -mi- аналогичен русской частице ли. В крымскотатарском языке очень много различных аффиксов, посредством которых выражается принадлежность одного существительного другому (изафет), словам придаются различные оттенки и т. д.

#### Существительное
Крымскотатарский язык не имеет категории рода как среди имён существительных, так и среди местоимений (русским местоимениям он, она, оно соответствует одно местоимение — о).
Множественное число выражает аффикс -lar / -ler: ev — evler (дома), duyğu — duyğular (чувства). Именные основы без -lar обозначают отдельный предмет и весь его класс, а также парные органы: ayvan (животное, животные в целом), köz (глаз, глаза). При бесчисленных предметах -lar означает их избыточность: qarlar (снега), yağmurlar (дожди). При именах людей -lar означает их окружение: Asanlar (Асан и его окружение, Асан и те, кто с ним), Naciyeler (Наджие и её окружение, Наджие и те, кто с ней).
У существительных имеется склонение. Различают 6 падежей: именительный, родительный, дательный (направительный), винительный, местный и исходный падежи. Иначе склоняются существительные в форме изафета.
| Падеж                   | Аффикс                    | Примеры           | Примеры             | Примеры                    | Примеры                        |
| именительный            | —                         | qar (снег)        | töpe (вершина)      | taş (камень)               | köpek (собака)                 |
| родительный             | -nıñ / -niñ               | qarnıñ (снега)    | töpeniñ (вершины)   | taşnıñ (камня)             | köpekniñ (собаки)              |
| дательно-направительный | -ğa / -ge / -qa / -ke     | qarğa (снегу)     | töpege (вершине)    | taşqa (камню)              | köpekke (собаке)               |
| винительный             | -nı / -ni                 | qarnı (снег)      | töpeni (вершину)    | taşnı (камень)             | köpekni (собаку)               |
| местный                 | -da / -de / -ta / -te     | qarda (в снегу)   | töpede (на вершине) | taşta (на/в камне)         | köpekte (в собаке/у собаки)    |
| исходный                | -dan / -den / -tan / -ten | qardan (из снега) | töpeden (с вершины) | taştan (из камня/от камня) | köpekten (из собаки/от собаки) |

По этой же схеме спрягаются формы множественного числа и инфинитив глагола. Правда, инфинитив имеет упрощение в дательно-направляющем падеже: -mağa и -mege (вместо -maqqa и -mekke). Например: almaq (брать) — almağa (чтобы взять).
Некоторые формы, традиционно считающиеся падежными в других тюркских языках, в крымскотатарских грамматиках не принято считать падежными (например, форма с аффиксом -nen: tuznen «солью»/«с солью», mışıqnen «кошкой»/«с кошкой»).
|                                                          | Ед. число | Ед. число                                   | Мн. число                 | Мн. число                                                |
| Основа заканчивается на гласный                          |           |                                             |                           |                                                          |
| 1-е лицо                                                 | -m        | odam (моя комната) emcem (мой дядя)         | -mız / -miz               | odamız (наша комната) emcemiz (наш дядя)                 |
| 2-е лицо                                                 | -ñ        | odañ (твоя комната) emceñ (твой дядя)       | -ñız / -ñiz               | odañız (ваша комната) emceñiz (ваш дядя)                 |
| 3-е лицо                                                 | -sı / -si | odası (его/её комната) emcesi (его/её дядя) | -sı / -si / -ları / -leri | odası / odaları (их комната) emcesi / emceleri (их дядя) |
| Основа заканчивается на согласный                        |           |                                             |                           |                                                          |
| 1-е лицо                                                 | -ım / -im | aşım (моя еда) köpegim (моя собака)         | -ımız / -imiz             | aşımız (наша еда) köpegimiz (наша собака)                |
| 2-е лицо                                                 | -ıñ / -iñ | aşıñ (твоя еда) köpegiñ (твоя собака)       | -ıñız / -iñiz             | aşıñız (ваша еда) köpegiñiz (ваша собака)                |
| 3-е лицо                                                 | -ı / -i   | aşı (его/её еда) köpegi (его/её собака)     | -ı / -i / -ları / -leri   | aşı / aşları (их еда) köpegi / köpekleri (их собака)     |
| Односложная огублённая основа заканчивается на согласный |           |                                             |                           |                                                          |
| 1-е лицо                                                 | -um / -üm | yolum (моя дорога) çölüm (моя степь)        | -umız / -ümiz             | yolumız (наша дорога) çölümiz (наша степь)               |
| 2-е лицо                                                 | -uñ / -üñ | yoluñ (твоя дорога) çölüñ (твоя степь)      | -uñız / -üñiz             | yoluñız (ваша дорога) çölüñiz (ваша степь)               |
| 3-е лицо                                                 | -u / -ü   | yolu (его/её дорога) çölü (его/её степь)    | -u / -ü / -ları / -leri   | yolu / yolları (их дорога) çölü / çölleri (их степь)     |

Некоторые слова, например названия родственников и частей тела, практически не употребляются без аффиксов принадлежности. Например, если речь идёт о конкретном человеке, нельзя сказать baba keldi (отец пришёл), говорят babam keldi (мой отец пришёл), babamız keldi (наш отец пришёл), babañ keldi (твой отец пришёл), babañız keldi (ваш отец пришёл), babası keldi (его/её/их отец пришёл) в зависимости от того, о чьём отце идёт речь.
Когда имя существительное выступает в роли сказуемого, к нему присоединяются те же аффиксы сказуемости, что и к глаголам, то есть существительные могут «спрягаться». Подобные формы являются аналогом сочетаний существительного с глаголом «быть», широко употребляемых в романских и германских языках. Личное местоимение при этом может быть опущено.
|          | Ед. число                 | Ед. число                                     | Мн. число                 | Мн. число                                        |
| 1-е лицо | -m / -ım / -im            | oсam (я учитель) ekimim (я врач)              | -mız / -miz               | oсalarmız (мы учителя) ekimlermiz (мы врачи)     |
| 2-е лицо | -sıñ / -siñ               | oсasıñ (ты учитель) ekimsiñ (ты врач)         | -sıñız / -siñiz           | ocalarsıñız (вы учителя) ekimlersiñiz (вы врачи) |
| 3-е лицо | -dır / -dir / -tır / -tir | ocadır (он/она учитель) ekimdir (он/она врач) | -dır / -dir / -tır / -tir | oсalardır (они учителя) ekimlerdir (они врачи)   |

#### Числительное
- Основные количественные числительные: 1 — bir, 2 — eki, 3 — üç, 4 — dört, 5 — beş, 6 — altı, 7 — yedi, 8 — sekiz, 9 — doquz, 10 — on, 20 — yigirmi, 30 — otuz, 40 — qırq, 50 — elli, 60 — altmış, 70 — yetmiş, 80 — seksen, 90 — doqsan, 100 — yüz, 1000 — biñ.
- Сложные числительный образуются простым добавлением после сотен — десятков, после десятков — единиц и т. д.: 41 — qırq bir, 52 — elli eki, 94 — doqsan dört, 178 — yüz yetmiş sekiz, 606 — altı yüz altı, 717 — yedi yüz on yedi, 1 989 — biñ doquz yüz seksen doquz, 8 001 — sekiz biñ bir, 30 022 — otuz biñ yigirmi eki, 200 104 — eki yüz biñ yüz dört, 3 030 003 — üç million otuz biñ üç, 9 600 040 055 — doquz milliard altı yüz million qırq biñ elli beş.
- Порядковые числительные образуются добавлением аффиксов -ncı, -nci, -ıncı, -inci, -uncı, -ünci, в соответствии с законом сингармонизма: 1-й — birinci, 4-й — dörtünci, 6-й — altıncı, 7-й — yedinci, 9-й — doquzıncı, 10-й — onuncı, 40-й — qırqıncı, 50-й — ellinci, 83-й — seksen üçünci, 100-й — yüzünci, 1000-й — biñinci, 5068-й — beş biñ altmış sekizinci.

#### Глагол
Глаголы имеют 4 типа спряжения, которые различают по твёрдости или мягкости последнего слога основы, а также по окончанию на гласный или согласный звук. В глаголах различают категории наклонения, а также имеется пять времён: настоящее, настояще-прошедшее, прошедшее категорическое, настояще-будущее, будущее категорическое, в каждом из которых глагол принимает различные личные окончания. Присутствуют также другие временные формы, образуемые с помощью аффиксов и вспомогательных глаголов. Глагол имеет и особые формы — причастие и деепричастие. Помимо существительных и глаголов, изменяются также местоимения и причастия (склонение), некоторые указательные слова (склонение и спряжение).
При спряжении глагола к основе сначала присоединяется аффикс, обозначающий наклонение и время, а затем аффикс сказуемости, обозначающий лицо и число. Есть два набора аффиксов сказуемости. В подавляющем большинстве времён глагола при спряжении используются аффиксы I типа, но в некоторых используются аффиксы II типа. Аффиксы сказуемости являются безударными, то есть ударение падает на предшествующий такому аффиксу слог.
Для образования отрицательных форм (аналогичных русским сочетаниям «не» с глаголом) к основе глагола перед аффиксом наклонения и времени присоединяется безударный аффикс -ma / -me.
|          | Ед. число      | Мн. число                     |
| 1-е лицо | -m / -ım / -im | -mız / -miz                   |
| 2-е лицо | -sıñ / -siñ    | -sıñız / -siñiz (-sız / -siz) |
| 3-е лицо | —              | — (-lar / -ler)               |

|          | Ед. число | Мн. число       |
| 1-е лицо | -m        | -q / -k         |
| 2-е лицо | -ñ        | -ñız / -ñiz     |
| 3-е лицо | —         | — (-lar / -ler) |

##### Изъявительное наклонение
Настоящее время может обозначать как действие, происходящее в данный момент (mektüpni yazam «я (прямо сейчас) пишу письмо»), так и действие, не совпадающее с моментом речи (kitapnı yazam «я пишу книгу», «я систематически работаю над написанием книги»). Это время образуется присоединением к основе глагола аффикса -y (если основа закачивается на гласный звук) или -a / -e (если основа заканчивается на согласный звук). При спряжении в настоящем времени используются аффиксы сказуемости I типа.
| Лицо | Единственное число | Единственное число   | Единственное число | Единственное число | Множественное число | Множественное число    | Множественное число  | Множественное число |
| ---- | ------------------ | -------------------- | ------------------ | ------------------ | ------------------- | ---------------------- | -------------------- | ------------------- |
| 1    | aşayım (ем)        | diñleyim (слушаю)    | baqam (смотрю)     | ketem (ухожу)      | aşaymız (едим)      | diñleymiz (слушаем)    | baqamız (смотрим)    | ketemiz (уходим)    |
| 2    | aşaysıñ (ешь)      | diñleysiñ (слушаешь) | baqasıñ (смотришь) | ketesiñ (уходишь)  | aşaysıñız (едите)   | diñleysiñiz (слушаете) | baqasıñız (смотрите) | ketesiñiz (уходите) |
| 3    | aşay (ест)         | diñley (слушает)     | baqa (смотрит)     | kete (уходит)      | aşay(lar) (едят)    | diñley(ler) (слушают)  | baqa(lar) (смотрят)  | kete(ler) (уходят)  |

| Лицо | Единственное число (отриц. форма) | Единственное число (отриц. форма) | Единственное число (отриц. форма) | Единственное число (отриц. форма) | Множественное число (отриц. форма) | Множественное число (отриц. форма) | Множественное число (отриц. форма) | Множественное число (отриц. форма) |
| ---- | --------------------------------- | --------------------------------- | --------------------------------- | --------------------------------- | ---------------------------------- | ---------------------------------- | ---------------------------------- | ---------------------------------- |
| 1    | aşamayım (не ем)                  | diñlemeyim (не слушаю)            | baqmayım (не смотрю)              | ketmeyim (не ухожу)               | aşamaymız (не едим)                | diñlemeymiz (не слушаем)           | baqmaymız (не смотрим)             | ketmeymiz (не уходим)              |
| 2    | aşamaysıñ (не ешь)                | diñlemeysiñ (не слушаешь)         | baqmaysıñ (не смотришь)           | ketmeysiñ (не уходишь)            | aşamaysıñız (не едите)             | diñlemeysiñiz (не слушаете)        | baqmaysıñız (не смотрите)          | ketmeysiñiz (не уходите)           |
| 3    | aşamay (не ест)                   | diñlemey (не слушает)             | baqmay (не смотрит)               | ketmey (не уходит)                | aşamay(lar) (не едят)              | diñlemey(ler) (не слушают)         | baqmay(lar) (не смотрят)           | ketmey(ler) (не уходят)            |

Прошедшее категорическое время обозначает обычно однократное и законченное действие в прошлом, свидетелем или участником которого говорящий был сам или точно знает, о чём говорит. Оно образуется присоединением к основе глагола аффикса -dı / -di / -tı / -ti. При спряжении в прошедшем категорическом времени используются аффиксы сказуемости II типа.
| Лицо | Единственное число         | Единственное число                   | Единственное число                   | Единственное число        | Множественное число    | Множественное число          | Множественное число         | Множественное число   |
| ---- | -------------------------- | ------------------------------------ | ------------------------------------ | ------------------------- | ---------------------- | ---------------------------- | --------------------------- | --------------------- |
| 1    | aşadım (я поел)            | diñledim (я послушал)                | baqtım (я посмотрел)                 | kettim (я ушёл)           | aşadıq (мы поели)      | diñledik (мы послушали)      | baqtıq (мы посмотрели)      | kettik (мы ушли)      |
| 2    | aşadıñ (ты поел)           | diñlediñ (ты послушал)               | baqtıñ (ты посмотрел)                | kettiñ (ты ушёл)          | aşadıñız (вы поели)    | diñlediñiz (вы послушали)    | baqtıñız (вы посмотрели)    | kettiñiz (вы ушли)    |
| 3    | aşadı (он поел/ она поела) | diñledi (он послушал/ она послушала) | baqtı (он посмотрел/ она посмотрела) | ketti (он ушёл/ она ушла) | aşadı(lar) (они поели) | diñledi(ler) (они послушали) | baqtı(lar) (они посмотрели) | ketti(ler) (они ушли) |

Прошедшее пересказательное время обозначает законченное действие в прошлом и используется, когда нужно сделать акцент на наблюдающемся в настоящем результате этого действия (например, bu ev pek yahşı qurulğan — «этот дом очень хорошо построен», здесь важно не столько само действие (качественная стройка дома в прошлом), сколько тот факт, что сейчас дом стоит построенный в хорошем состоянии). Чаще всего говорящий при этом не был свидетелем или участником действия. Это время образуется присоединением к основе глагола аффикса -ğan / -gen / -qan / -ken. При спряжении используются аффиксы сказуемости I типа.
| Лицо | Единственное число          | Единственное число                    | Единственное число                    | Единственное число         | Множественное число     | Множественное число           | Множественное число          | Множественное число    |
| ---- | --------------------------- | ------------------------------------- | ------------------------------------- | -------------------------- | ----------------------- | ----------------------------- | ---------------------------- | ---------------------- |
| 1    | aşağanım (я поел)           | diñlegenim (я послушал)               | baqqanım (я посмотрел)                | ketkenim (я ушёл)          | aşağanmız (мы поели)    | diñlegenmiz (мы послушали)    | baqqanmız (мы посмотрели)    | ketkenmiz (мы ушли)    |
| 2    | aşağansıñ (ты поел)         | diñlegensiñ (ты послушал)             | baqqansıñ (ты посмотрел)              | ketkensiñ (ты ушёл)        | aşağansıñız (вы поели)  | diñlegensiñiz (вы послушали)  | baqqansıñız (вы посмотрели)  | ketkensiñiz (вы ушли)  |
| 3    | aşağan (он поел/ она поела) | diñlegen (он послушал/ она послушала) | baqqan (он посмотрел/ она посмотрела) | ketken (он ушёл/ она ушла) | aşağan(lar) (они поели) | diñlegen(ler) (они послушали) | baqqan(lar) (они посмотрели) | ketken(ler) (они ушли) |

Будущее категорическое время обозначает действие в будущем, в совершении которого говорящий твёрдо уверен (alacam «я обязательно возьму», kelecek «он точно придёт»). Действие может быть как законченным, так и незаконченным (yazacaqsıñ может в зависимости от контекста переводиться на русский и как «ты будешь писать», и как «ты напишешь»). Это время образуется присоединением к основе глагола аффикса -ycaq / -ycek (если основа оканчивается на гласный), -acaq / -ecek (если основа оканчивается на согласный). При спряжении используются аффиксы сказуемости I типа.
| Лицо | Единственное число             | Единственное число                       | Единственное число                      | Единственное число                 | Множественное число                | Множественное число                        | Множественное число                       | Множественное число                  |
| ---- | ------------------------------ | ---------------------------------------- | --------------------------------------- | ---------------------------------- | ---------------------------------- | ------------------------------------------ | ----------------------------------------- | ------------------------------------ |
| 1    | aşaycağım* (поем/буду есть)    | diñleycegim* (послушаю/буду слушать)     | baqacağım* (посмотрю/буду смотреть)     | ketecegim* (уйду/буду уходить)     | aşaycaqmız* (поедим/будем есть)    | diñleycekmiz* (послушаем/будем слушать)    | baqacaqmız* (посмотрим/будем смотреть)    | ketecekmiz* (уйдём/будем уходить)    |
| 2    | aşaycaqsıñ (поешь/будешь есть) | diñleyceksiñ (послушаешь/будешь слушать) | baqacaqsıñ (посмотришь/будешь смотреть) | keteceksiñ (уйдёшь/будешь уходить) | aşaycaqsıñız (поедите/будете есть) | diñleyceksiñiz (послушаете/будете слушать) | baqacaqsıñız (посмотрите/будете смотреть) | keteceksiñiz (уйдёте/будете уходить) |
| 3    | aşaycaq (поест/будет есть)     | diñleycek (послушает/будет слушать)      | baqacaq (посмотрит/будет смотреть)      | ketecek (уйдёт/будет уходить)      | aşaycaq(lar) (поедят/будут есть)   | diñleycek(ler) (послушают/будут слушать)   | baqacaq(lar) (посмотрят/будут смотреть)   | ketecek(ler) (уйдут/будут уходить)   |

* В разговорной речи в формах 1-го лица наблюдается фузия: ğı/gi выпадает и соответствующие формы произносятся как aşaycam, diñleycem, baqacam, ketecem, aşaycamız, diñleycemiz, baqacamız, ketecemiz.
Настояще-будущее время обозначает действие, которое произойдёт в будущем, но может и не произойти. Также оно используется для описания действий, происходящих вне времени, например в пословицах и поговорках (yahşı iş öz-özüni maqtar «хорошее дело само себя хвалит», дословно «будет хвалить», bir kökte eki küneş olmaz «на одном небе двух солнц не бывает», дословно «не будет»), вывесках и объявлениях (çöplük taşlanmaz «не мусорить», дословно «мусор не будет оставляться»). Это время образуется присоединением к основе глагола аффикса -r (если основа оканчивается на гласный), -ar / -er (если основа односложная и оканчивается на согласный), -ır / -ir (если основа многосложная и оканчивается на согласный). Есть несколько глаголов-исключений, принимающих аффиксы -ır / -ir, несмотря на односложную основу (olur, alır, kelir). При спряжении используются аффиксы сказуемости I типа.
| Лицо | Единственное число          | Единственное число                    | Единственное число                    | Единственное число               | Множественное число             | Множественное число                     | Множественное число                     | Множественное число                |
| ---- | --------------------------- | ------------------------------------- | ------------------------------------- | -------------------------------- | ------------------------------- | --------------------------------------- | --------------------------------------- | ---------------------------------- |
| 1    | aşarım (поем/буду есть)     | diñlerim (послушаю/буду слушать)      | baqarım (посмотрю/буду смотреть)      | keterim (уйду/буду уходить)      | aşarmız (поедим/будем есть)     | diñlermiz (послушаем/будем слушать)     | baqarmız (посмотрим/будем смотреть)     | ketermiz (уйдём/будем уходить)     |
| 2    | aşarsıñ (поешь/будешь есть) | diñlersiñ (послушаешь/будешь слушать) | baqarsıñ (посмотришь/будешь смотреть) | ketersiñ (уйдёшь/будешь уходить) | aşarsıñız (поедите/будете есть) | diñlersiñiz (послушаете/будете слушать) | baqarsıñız (посмотрите/будете смотреть) | ketersiñiz (уйдёте/будете уходить) |
| 3    | aşar (поест/будет есть)     | diñler (послушает/будет слушать)      | baqar (посмотрит/будет смотреть)      | keter (уйдёт/будет уходить)      | aşar(lar) (поедят/будут есть)   | diñler(ler) (послушают/будут слушать)   | baqar(lar) (посмотрят/будут смотреть)   | keter(ler) (уйдут/будут уходить)   |

Настояще-будущее время интересно тем, что в отличие от всех остальных времён отрицательная форма образуется не простой вставкой аффикса -ma/-me между основой и аффиксом времени. В отрицательной форме, во-первых, вместо аффикса -r используется -z, а в формах 1-го лица этот аффикс полностью выпадает, во-вторых, безударный во всех прочих ситуациях отрицательный аффикс -ma/-me является ударным. Таким образом спряжение в отрицательной форме выглядит так:
| Лицо | Единственное число (отриц. форма)   | Единственное число (отриц. форма)             | Единственное число (отриц. форма)            | Единственное число (отриц. форма)       | Множественное число (отриц. форма)      | Множественное число (отриц. форма)              | Множественное число (отриц. форма)             | Множественное число (отриц. форма)        |
| ---- | ----------------------------------- | --------------------------------------------- | -------------------------------------------- | --------------------------------------- | --------------------------------------- | ----------------------------------------------- | ---------------------------------------------- | ----------------------------------------- |
| 1    | aşamam (не поем/не буду есть)       | diñlemem (не послушаю/не буду слушать)        | baqmam (не посмотрю/не буду смотреть)        | ketmem (не уйду/не буду уходить)        | aşamamız (не поедим/не будем есть)      | diñlememiz (не послушаем/не будем слушать)      | baqmamız (не посмотрим/не будем смотреть)      | ketmemiz (не уйдём/не будем уходить)      |
| 2    | aşamazsıñ (не поешь/не будешь есть) | diñlemezsiñ (не послушаешь/не будешь слушать) | baqmazsıñ (не посмотришь/не будешь смотреть) | ketmezsiñ (не уйдёшь/не будешь уходить) | aşamazsıñız (не поедите/не будете есть) | diñlemezsiñiz (не послушаете/не будете слушать) | baqmazsıñız (не посмотрите/не будете смотреть) | ketmezsiñiz (не уйдёте/не будете уходить) |
| 3    | aşamaz (не поест/не будет есть)     | diñlemez (не послушает/не будет слушать)      | baqmaz (не посмотрит/не будет смотреть)      | ketmez (не уйдёт/не будет уходить)      | aşamaz(lar) (не поедят/не будут есть)   | diñlemez(ler) (не послушают/не будут слушать)   | baqmaz(lar) (не посмотрят/не будут смотреть)   | ketmez(ler) (не уйдут/не будут уходить)   |

Помимо описанных выше пяти основных времён, имеются также сложные времена, образуемые с помощью вспомогательного глагола edi — «был».

#### Местоимение
При склонении личных и указательных местоимений падежные окончания отличаются от падежных окончаний существительных и прилагательных.
| именительный | именительный | родительный | родительный | дательный | дательный | винительный | винительный | местный | местный | исходный | исходный          |
| ------------ | ------------ | ----------- | ----------- | --------- | --------- | ----------- | ----------- | ------- | ------- | -------- | ----------------- |
| men          | я            | menim       | мой         | maña      | мне       | meni        | меня        | mende   | у меня  | menden   | от меня           |
| biz          | мы           | bizim       | наш         | bizge     | нам       | bizni       | нас         | bizde   | у нас   | bizden   | от нас            |
| sen          | ты           | seniñ       | твой        | saña      | тебе      | seni        | тебя        | sende   | у тебя  | senden   | от тебя           |
| siz          | вы           | siziñ       | ваш         | sizge     | вам       | sizni       | вас         | sizde   | у вас   | sizden   | от вас            |
| o            | он, она, оно | onıñ        | его         | oña       | ему       | onı         | его         | onda    | у него  | ondan    | от него           |
| olar         | они          | olarnıñ     | их          | olarğa    | им        | olarnı      | их          | olarda  | у них   | olardan  | от них            |
| bu           | этот         | bunıñ       | этого       | buña      | этому     | bunı        | этого       | bunda   | у этого | bundan   | от этого/из этого |
| şu           | тот          | şunıñ       | того        | şuña      | тому      | şunı        | того        | şunda   | у того  | şundan   | от того/из того   |
| o            | тот          | onıñ        | того        | oña       | тому      | onı         | того        | onda    | у того  | ondan    | от того/из того   |

Остальные местоимения склоняются аналогично существительным. К их числу относятся kim кто, ne что/какой, qaç сколько, er каждый, iç никакой и др.
Возвратное местоимение öz — «свой», «сам» при использовании для обозначения людей и объектов принимает аффиксы принадлежности:
|          | Ед. число                          | Мн. число         |
| 1-е лицо | özüm (я сам)                       | özümiz (мы сами)  |
| 2-е лицо | özüñ (ты сам)                      | özüñiz (вы сами)  |
| 3-е лицо | özü (он сам / она сама / оно само) | özleri (они сами) |

## Написание названия

### Написание прилагательного
В написании прилагательного «крымскотатарский»/«крымско-татарский» распространены оба варианта: и слитный, и дефисный. Несмотря на то что согласно официально действующим «Правилам русской орфографии и пунктуации» от 1956 года слово должно писаться слитно, существует ряд изданий и словарей, рекомендующих дефисное написание. Академический «Русский орфографический словарь» под редакцией В. В. Лопатина издания 2013 года, являющийся нормативным справочником, рекомендует дефисное написание. При этом в предисловии к словарю авторы поясняют, что «„Русский орфографический словарь“ исходит из действующих „Правил русской орфографии и пунктуации“ (1956) за исключением устаревших рекомендаций, которые расходятся с современной практикой письма».

### Написание названия языка
И в Крыму, и на Украине в научных и публицистических текстах используется почти исключительно слитное написание «крымскотатарский язык», слитное написание используется также и в учебной литературе (в том числе все современные русскоязычные грамматики, учебники и пособия по крымскотатарскому языку).
В Конституции Республики Крым, принятой 11 апреля 2014 года, используется дефисный вариант написания, однако в материалах и документах Правительства Республики Крым используется почти исключительно слитное написание; в Конституции Автономной Республики Крым также используется слитное написание.
В РФ используются оба варианта, при этом слитный вариант используется чаще в лингвистических и тюрковедческих публикациях, а дефисный используется чаще в публицистических текстах. Подготовленный Росстандартом и действующий в России, Казахстане, Белоруссии и Киргизии стандарт ГОСТ 7.75-97 «Коды наименований языков» называет язык крымских татар «крымско-татарским».

### Коннотациислитного и дефисного написания
Сами крымские татары пишут прилагательное «крымскотатарский» слитно и считают, что названия «крымскотатарский» и «крымско-татарский» несут различные смысловые нагрузки и оценочные коннотации: дефисное написание является политически мотивированным, отделяющим крымских татар от Крыма и отказывающим в признании существования крымскотатарского народа, приравнивая их к другому этносу — татарам.
Такой точки зрения, в частности, придерживается декан факультета крымскотатарской и восточной филологии Таврической академии Крымского федерального университета имени В. И. Вернадского Айдер Меметович Меметов.
Российский журналист и кандидат филологических наук Ксения Туркова соглашается с такой оценкой и констатирует, что «это тот случай, когда в орфографии кроется политика, а написание вскрывает отношение к вопросу». Она также обосновывает слитное написание слова: «Правила русского языка предписывают писать прилагательные, образованные от словосочетаний, без дефиса. Например: Западная Европа — западноевропейский, сельское хозяйство — сельскохозяйственный, средняя статистика — среднестатистический. Также можно вспомнить правило, что если между частями слова можно поставить союз „и“, то пишется дефис. Поэтому, используя дефис, мы разделяем две части и получается, что Крым И татары, а не крымские татары».
Как она отмечает, она обсуждала эту тему с лингвистами из Института русского языка Российской академии наук, и они также подтвердили, что это прилагательное должно писаться слитно.
Аналогичная ситуация с горномарийским языком и луговомарийским языком, которые согласно орфографическому словарю должны писаться дефисно, но на практике пишутся слитно.